# Haakon IV da Noruega
Haakon IV (março ou abril de 1204 - 16 de dezembro de 1263) (nórdico antigo: Hákon Hákonarson; norueguês: Håkon Håkonsson), também chamado de Haakon, o Velho, foi rei da Noruega entre 1217 e 1263. Sob seu governo, a Noruega medieval atingiu o seu pico. Seu reinado durou 46 anos, mais do que qualquer rei norueguês até então.
Haakon nasceu na conturbada época da Guerra Civil na Noruega, mas seu reinado finalmente conseguiu pôr fim aos conflitos internos. No início de seu reinado, durante sua minoridade, seu rival mais tarde Jarl Skule Bårdsson serviu como regente. Como um rei da facção Birkebeiner, Haakon derrotou finalmente a revolta do pretendente real bagler, Sigurdo, o Tosco, em 1227. Ele colocou um fim definitivo à era da Guerra Civil, quando Skule Bårdsson morreu em 1240, um ano depois de ele mesmo ter se proclamado rei. Haakon, posteriormente, nomeou formalmente seu próprio filho como seu co-regente.
Sua reputação e frota naval formidável lhe permitiu manter amizades, tanto com o Papa Inocêncio IV como com o Sacro Imperador Romano Frederico II, apesar de alguns conflitos. A ele, em pontos diferentes da história, foi oferecido a coroa imperial pelo Papa, o Grande Reinado irlandês por uma delegação de reis irlandeses e o comando da frota cruzada francesa pelo rei francês São Luís IX. Ele ampliou a influência da cultura europeia na Noruega através da importação e tradução da literatura europeia contemporânea em nórdico antigo e pela construção de monumentais edifícios de pedra em estilo europeu. Em conjunto com isso, ele empregou uma política externa ativa e agressiva e no final de seu governo, iniciaram as negociações que dariam origem ao Gamli Sáttmáli e a posterior união da Noruega e da Islândia e a Groenlândia com o seu reino, deixando a Noruega no seu auge territorial. Embora ele, naquele momento, conseguisse assegurar o controle norueguês das ilhas ao longo das costas do norte e oeste da Grã-Bretanha, ele adoeceu e morreu enquanto esperava o inverno em Orkney seguindo alguns compromissos militares com a expansão no reino escocês.

## Antecedentes e infância

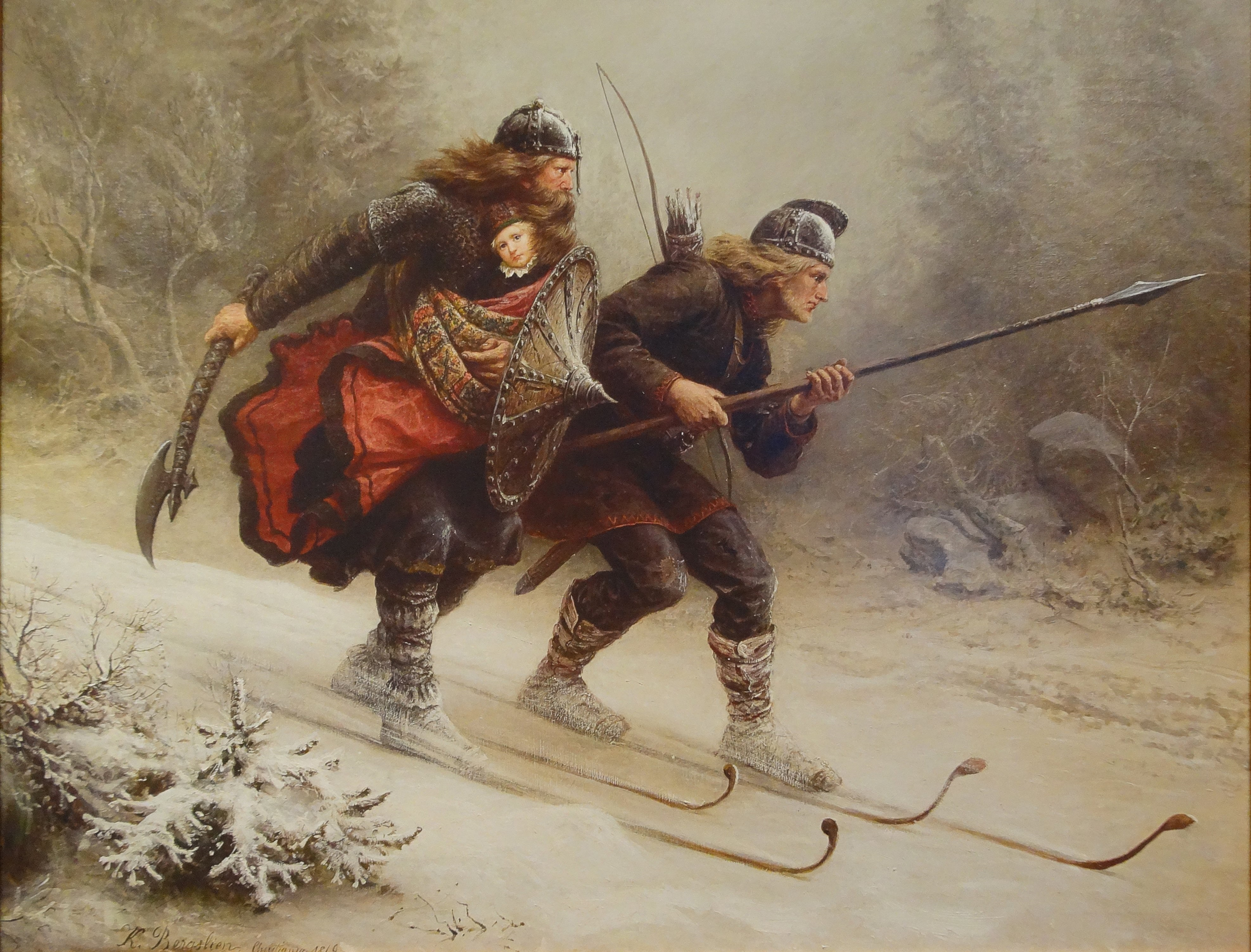
Impressão do século XIX dos Birkebeiner trazendo a criança Haakon para a segurança (Knud Bergslien)

### Luta pela sucessão

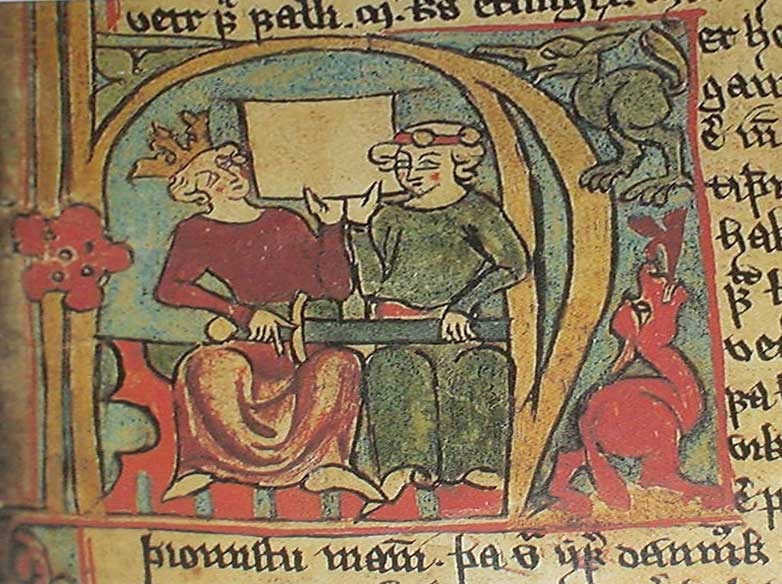
Haakon e Skule Bårdsson, na obra do século XIV islandesa Flateyjarbók

### Reconhecimento pelo Papa

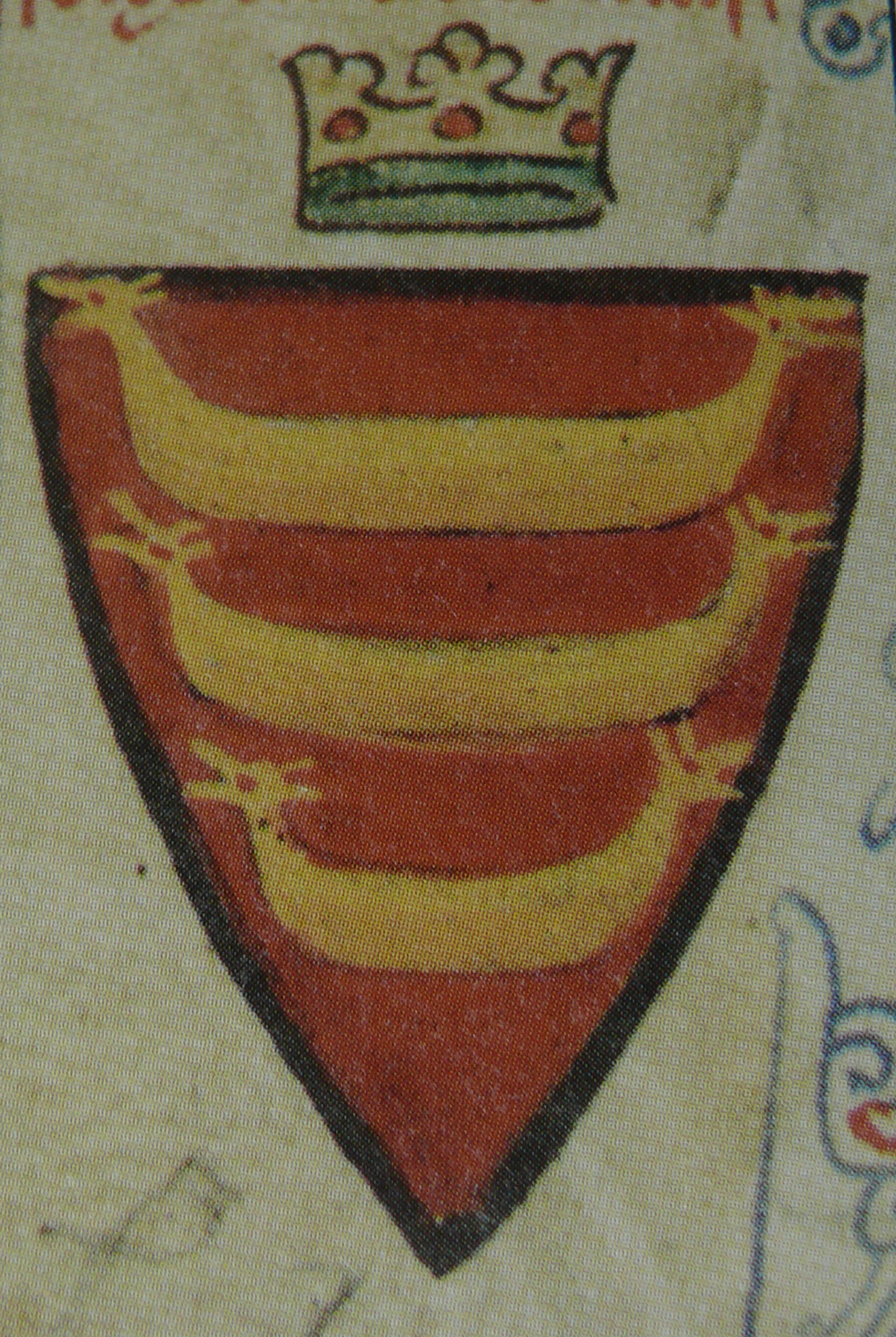
Escudo de Haakon na sua coroação em 1247, de acordo com Matthew Paris, em Chronica Majora.

### Influência cultural e reformas legais

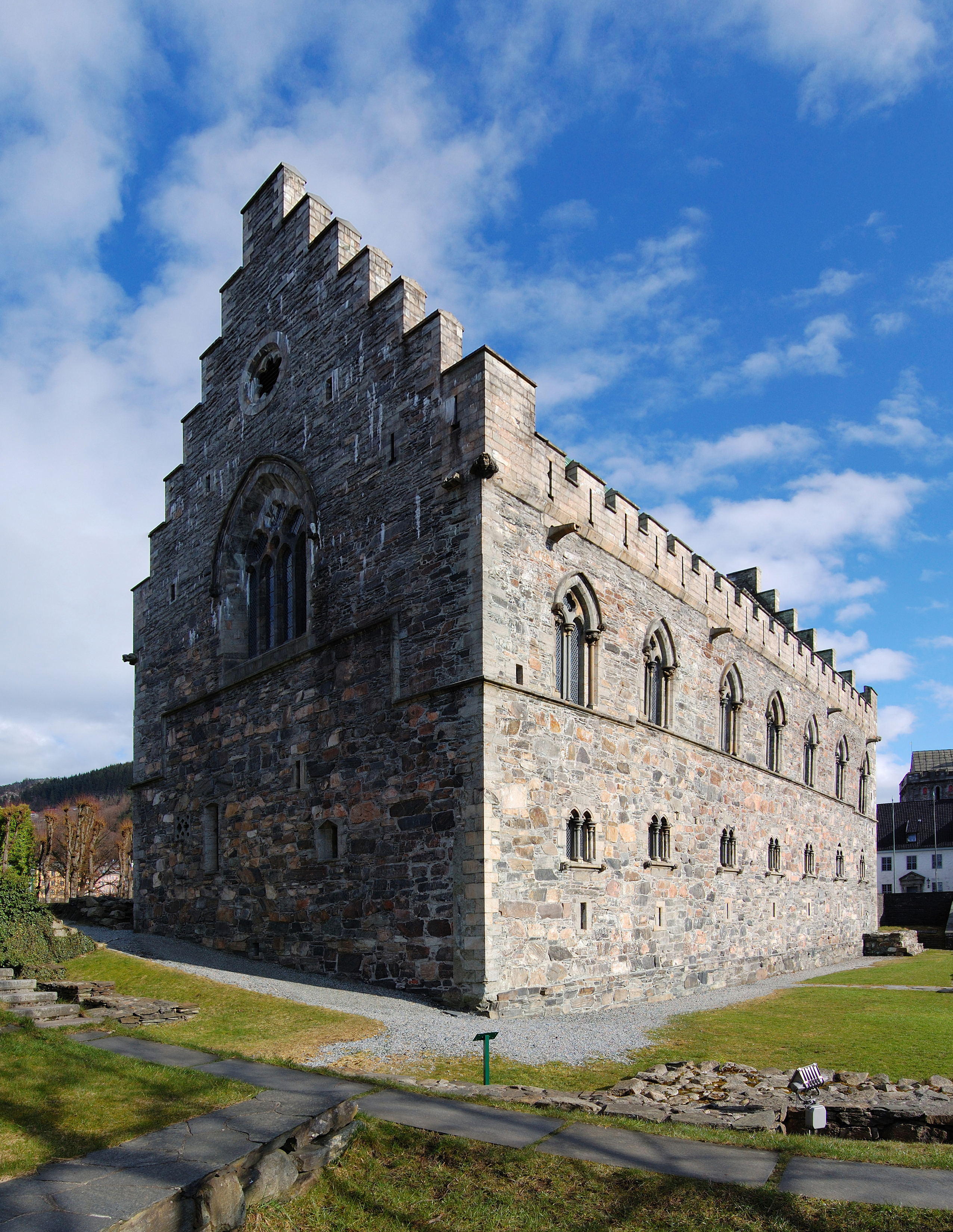
Salão de Haakon em Bergen, construído na metade do século XIII

### A expedição escocesa e morte

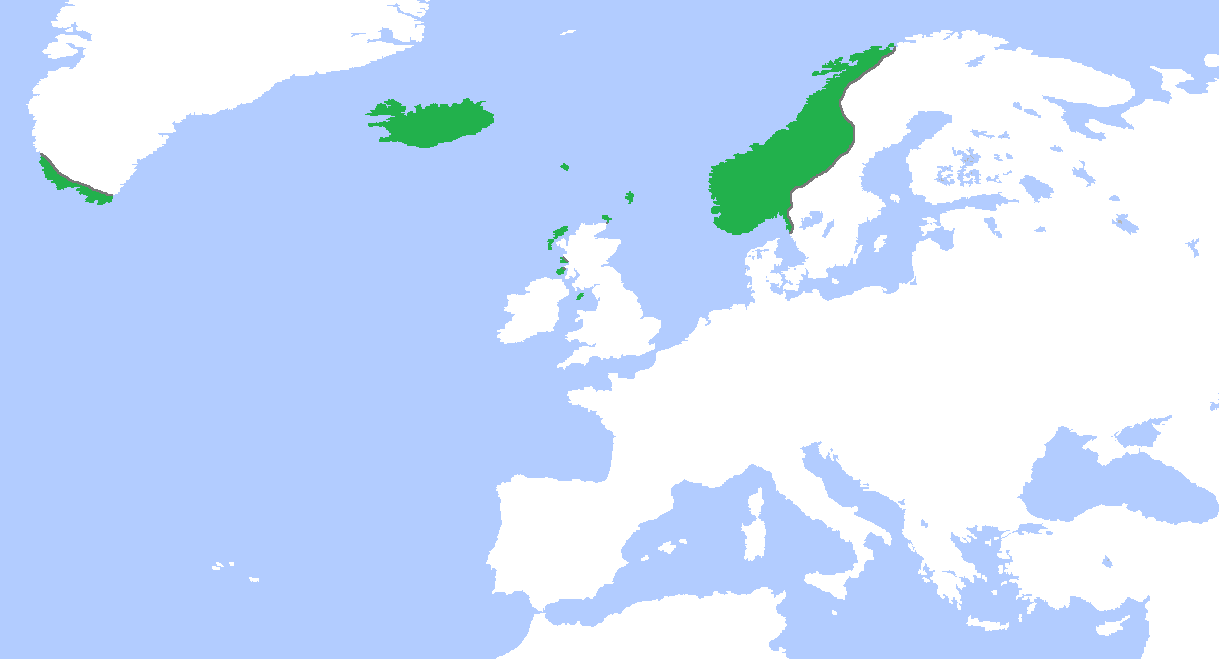
Noruega medieval (verde) na sua maior extensão, na época da morte de Haakon

## Família e descendência

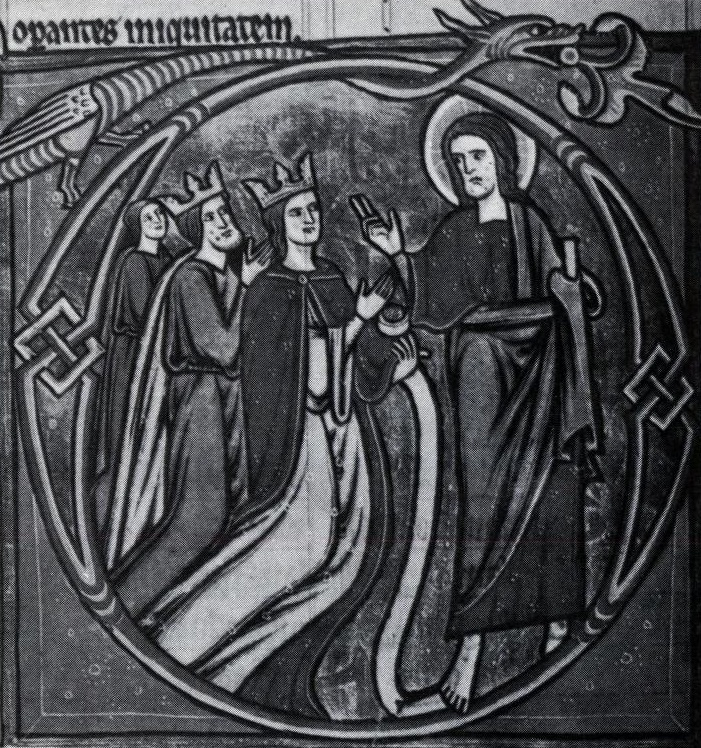
Haakon, Margarida e Haakon o Jovem, como pode ser visto em um livro de salmos de propriedade de Margarida